# Jan Malypetr
Jan Malypetr, né le 21 décembre 1873 à Klobuky (Autriche-Hongrie) et mort le 27 septembre 1947 à Slaný (Tchécoslovaquie), est un homme politique tchécoslovaque, président du gouvernement de 1932 à 1935.

## Origine et carrière
Issu d'une famille de propriétaires terriens de la Bohême centrale, il fait des études d'économie puis dirige une raffinerie sucrière. 

## Responsabilités gouvernementales
Il entre au Parti agraire (en) en 1899 et devient membre de son comité exécutif en 1906. Il occupe le poste de ministre de l'intérieur de 1922 à 1925. il est  député de décembre 1925 jusqu'en octobre 1932 puis de novembre 1935 jusqu'en 1939 où il est élu président de la chambre des députés. Il est nommé président du gouvernement le 29 octobre 1932. Pour contrer l'influence grandissante du SdP de Konrad Henlein et former un gouvernement de coalition viable il invite toutes les forces politiques sauf le SdP à le rejoindre. Grace aux pouvoirs étendus de l'exécutif dans le domaine économique votés en juin 1933, il prend plus de deux cents décrets, conclut des accords commerciaux avec le Royaume-Uni, les États-Unis et l'Afrique du Sud et parvient à renverser les effets de la crise économique mondiale.

## Ligue contre le bolchévisme
Après l'occupation de la Bohême-Moravie par l'Allemagne nazie en 1939, il se retire de la vie politique. Sa personnalité d'homme politique de droite, jugée peu problématique par les occupants, lui évitent les persécutions.  
En 1944, il cofonde la Ligue contre le bolchévisme (cs) en réaction à la signature par le gouvernement tchécoslovaque en exil d'un traité d'amitié, d'assistance mutuelle et de coopération avec l'Union soviétique. Après la guerre, cet acte est interprété comme de la collaboration et Jan Malypetr est arrêté et jugé mais il est acquitté faute de preuves suffisantes. 